# Битва при Міріокефалоні
Битва при Міріокефалоні (також відома як Битва при Міріоцефале, грецькою: Μάχη του Μυριοκέφαλου) — битва, що відбувся 17 вересня 1176 року, між Візантійською імперією та сельджуками у Фригії, районі озера Бейшехір, що на південному заході Туреччини. У цій битві турки під проводом Конійського султана Килич-Арслана IІ організували засідку в одній із гірських ущелин і вщент розбили армію візантійського імператора Мануїла Комніна.
Поразка візантійців завершила серію перемог Візантії з 1117 року і кампанію з повернення ними Анатолії, яку вони тепер остаточно втратили, що дозволило вкоренитися туркам-сельджукам на Малоазійському півострові, який після цього отримує нову назву «Турчия» (Туреччина).
За словами візантійського історика Никити Хоніата, на перевалі знаходилися руїни фортеці Міриокефал (Міриокефалон), що і дало назву битві. Точна дата битви та місцезнаходження фортеці досі є предметом дискусій дослідників. Ймовірно, битва сталася в ущелині Багірсак за 30-40 кілометрів від Коньї.

## Передісторія
Між 1158 і 1161 рр. було здійснено серію  візантійських походів проти Конійського султанату турків-сельджуків, що призвела до вигідного для імперії договору: султан визнав своє підпорядкування візантійському імператору. Одразу після укладення миру султан-сельджук Килич-Арслан II відвідав Константинополь, де імператор Мануїл І Комнин ставився до нього одночасно і як до почесного гостя, і як до васала. Після цієї зустрічі ворожнеча між державами припинилася і мир тривав 2 роки. Однак, це було досить крихке перемир'я, оскільки сельджуки хотіли жити на більш родючих прибережних землях, а не на посушливому центральному плоскогір'ї Малої Азії в той час, як візантійці прагнули повернути Анатолійську територію, яку вони втратили після поразки біля Манцикерта століттям раніше.
Під час тривалого миру з сельджуками Мануїл зміг збільшити свою військову міць в інших географічно стратегічних точках: на заході він переміг Угорське королівство і відновив візантійський контроль над усіма Балканами, на сході — підкорив Кілікійське царство і вигнав місцевих вірменських правителів, а хрестоносець Рено де Шатільйон визнав васальний статус свого Антіохійського князівства. З іншого боку, мир з Візантією також дозволив Килич-Арслану ліквідувати внутрішніх суперників і зміцнити свою військову потугу. Коли в 1174 р. помер найсильніший мусульманський правитель в Сирії Нур ад-Дін Зангі, його наступник Саладін більше переймався Єгиптом і Палестиною, ніж територією, яка межувала з імперією. Ця зміна влади дала Килич-Арслану можливість завоювати емірати Данішмендидів у східній Анатолії, а також вигнати брата Шахін-шаха зі своїх земель поблизу Анкари. Шахін-шах, який був васалом Мануїла, втік до у свого візантійського сюзерена і попросив допомоги. У 1175 р. мирні відносини між Візантією та Конійським султанатом завершилися коли Килич-Арслан відмовився виконати вимогу імператора повернути Данішмендидам їх нещодавно завойовані володіння.

## Хід бою
Армія, зібрана в Лопадіоні Мануїлом, була бути настільки великою, що простягалася б на 16 кілометрів і рухалася б до кордону із сельджуками через Лаодікею, Хоню, Лампе, Селене, Хому та Антіохію. Арслан намагався домовитися мирним шляхом, але Мануїл був так сильно переконаний у своїй перевазі, що не обдумуючи відхилив нову пропозицію. Він послав частину війська під Андронікос Ватацес у напрямку до Амасії тоді, як його більші сили рушили до столиці Сельджуків Іконії (Конья). Обидва маршрути проходили через густі лісисті райони, де турки з легкістю могли ховатися і встановлювати засідки, в одній з яких було вщент знищено армію, що рухалася до Амасії. Пізніше турки показали голову Андронікоса, проколоту списом під час боїв під Міріокефалоном.
Вони також знищили врожай та отруїли запаси води, щоб уповільнити просування Мануїла. Арслан переслідував візантійську армію, щоб ввести її в долину Мендер (а конкретно — гірський перевал Циврице біля фортеці Міріокефалон). Одного разу Мануїл вирішив напасти на перевалі, незважаючи ні на небезпеку від ймовірних засідок, ні на те, що мав усі можливості для виштовхнення турків зі своїх позицій на сусідні рівнини Філомеліона, місця, де його дід Олексій уже раніше здобув перемогу над суперником. Можливо, брак продуктів харчування та води для війська змусив Мануїла форсувати перевал попри відомі небезпеки, які могли настати в будь-який момент. До того ж, його дуже непокоїв той факт, що армією досить швидко поширювалась дизентерія.

## Битва
Усі джерела сходяться на думці, що візантійська сила мала виняткові розміри. Історик Джон Халдон оцінює армію в 25 000–30 000 чоловіків, тоді як Джон Біркенмайер оголошує іншу цифру: 35 000 чоловік. Відповідно до джерел, армію супроводжував поїзд із 3000 вагонів, що було достатньо для підтримки 30 000–40 000 чоловік. Відповідно до Біркенмайєра, армія містила 25000 візантійських воїнів, а решту складали угорці-союзники, надані родичем Мануїла Бела III Угорщини та інші війська Князівства Антіохієї та Сербієї.
Візантійська армія була поділена на ряд дивізій, які наступали у такому порядку: авангард, що переважно складався з піхоти (інші дивізії складалися із суміші піхоти та кінноти); головна частина  (східні та західні тагмати); праве крило (у значній мірі складався з Антіохена та інших західників) на чолі з Болдуїном з Антіохії (зятя Мануїла); багажні та облогові потяги; візантійське ліве крило на чолі з Теодором Маврозомом та Іваном Кантакузеносом; імператор та його особисто вибрані воїни; і нарешті тиловий відділ під керуванням досвідченого генерала Андроніка Контостефаноса. Оцінити чисельність армії сельджуків майже неможливо. Первинні джерела наводили певні цифри, але вони актуальні для зовсім інших походів турків. У 1160 р. 
Іоанн Контостефанос силою переміг 22 000 турків-сельджуків, а в долині річки Меандр в 1177 р. вторглися близько 20 000–24 000 турків. Однак сучасні історики підрахували, що різні країни-спадкоємці (такі як Султанат Руму) не могли налічувати більше 10 000–15 000 чоловіків. Це, ймовірно, найдетальніша оцінка можливої сили сельджуків в Міріокефалоні, адже в битві при Манзікерті в 1071 р. значно більше і могутніше військо налічувала близько 20 000–30 000 чоловіків, що є офіційно підтвердженим. Султанат Руму був територіально значно меншим, ніж імперія Сельджуків, і, ймовірно, мав менші армії. Наприклад, його армія в битві при Дорілеї в 1097 р. нараховувала від 6000 до 8000 чоловік.
Візантійський авангард вперше зіткнувся з військами Арслана і пройшов через перевал з кількома жертвами, як і головний дивізіон. Можливо, турки на той час ще не повністю розгорнулися на своїх позиціях. Ці дивізії направили свою піхоту на схили, щоб вибити солдатів, яким наказали відійти на більш підвищені території. Наступні підрозділи проігнорували елементарні правила обережності: вони недбало ставилися до захисного формування і не подбали належним чином про безпеку лучників. На той час, коли перші дві візантійські дивізії вийшли з дальнього кінця переходу, тил тільки збирався наступати; це дозволило туркам закрити в пастці ті дивізіони, які все ще знаходилися в межах проходу. Турецька атака, здійснена з висоти, особливо сильно вразила праве візантійське крило. Цей дивізіон швидко втратив згуртованість і був розбитий, а солдати, що рятувались із однієї засідки, часто відразу ж попадали в наступну. Без великих жертв не обійшлося і в правому крилі (навіть Болдуін, його командир, був убитий). Потім турки сконцентрували свою силу на ударах по багажних та облогових потягах, тим самим збиваючи тварин, які своїми тілами перегородили проїжджу частину. Дивізія лівого крила також зазнала значних жертв: Джон Кантакузенос, один з її лідерів, був убитий, коли самотужки героїчно бився проти групи солдатів-сельджуків. Решта візантійських військ запанікувала від можливої розправи і усвідомленням того, що турки також почали атакувати їх тил. Раптовий спуск сліпучої пилової бурі ніяк не посприяв покращенню морального стану або організації візантійських сил, хоча, це, ймовірно, заплутало і війська сельджуків. У цей час Мануїл уже повністю змирився з поразкою, яка на той момент ще навіть не настала. Він цілковито розчарувався в собі і не вигадав нічого кращого, позаяк пасивно сидіти й чекати удару долі для себе та своїх побратимів.
Врешті-решт воїни відновили бойовий дух свого імператора, а він у свою чергу — дисципліну. Згодом йому також вдалося зорганізував сили до оборонного формування, після чого війська проштовхнулись повз уламки перешкод та перебрались через перевал. Дебютуючи з приводу такої маленької перемоги, вони знову приєдналися до авангарду та головних підрозділів, якими командували Іван та Андронікос Ангелос, Костянтин Макродукас та Андронікос Лампардас. Поки решта армії зазнавала нападу в переході, війська авангарду та основні дивізії збудували укріплений табір. Тиловий відділ під Андроніком Контостефаносом прибув до табору дещо пізніше імператора, зазнавши незначних жертв.
Цілу ніч воїни успішно відбивало напади лучників, встановлених Сельджуком. Нікетас Шоніатес стверджує, що Мануїл уже був готовий відмовитися від свого війська, але занадто соромно йому стало після їдких слів одного з солдат, та й, зрештою, він не зміг би пережити несхвалення шокованого Контостефаноса. Однак це може виявитися нічим більше, як простою гіперболою історика, оскільки Мануїл піддався б набагато більшій небезпеці внаслідок наступу, ніж якби він залишився серед своєї армії. Наступного дня турки оточили табір, пускаючи стрілами; Мануїл очолив дві контратаки на чолі з Іоаном Ангелосом та Костянтином Макродукасом відповідно, але знову ж таки проявив недолік у командуванні: полководці не мали чіткої картини стосовно того, як саме має відбуватися їхній наступ.

## Результат

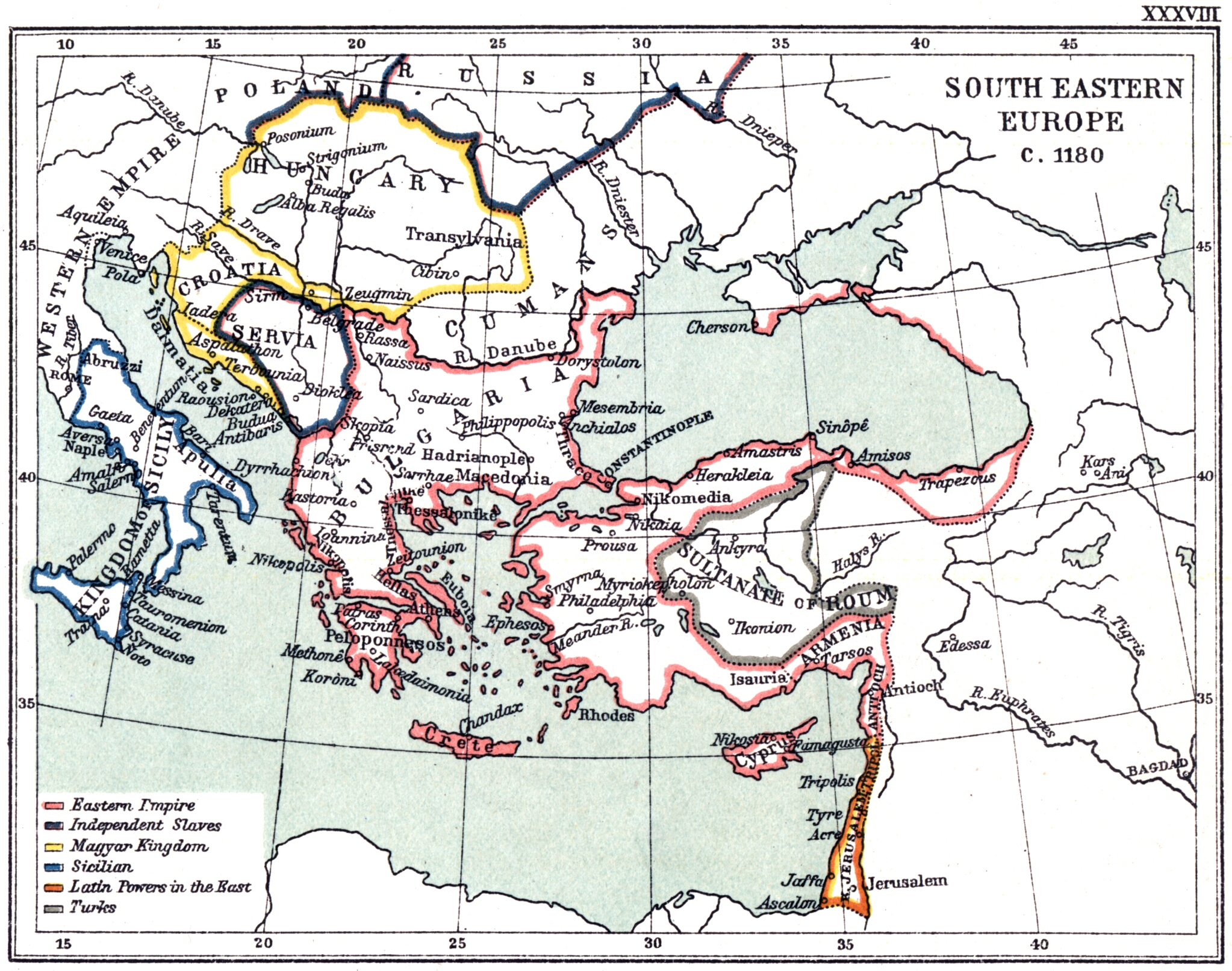
Карта Візантійської імперії, що показує розташування Міріокефалона

Звичайно, обидві сторони зазнали жертв, хоча на даний момент обрахувати їх масштаби майже неможливо. Сучасні історики припускають, що близько половини візантійської армії було вбито, а іншу половину становили поранені. Коли візантійські воїни рухалася назад через перевал після битви, поставала жахлива картина: із загиблих зняли скальп, а їхні геніталії були понівечені. «Говорили, що турки вживали цих заходів, щоб обрізаного не можна було відрізнити від необрізаного і донести до інших: перемога це не лише радість, а й жахливі жертви з обох сторін».
Найголовніше облогове обладнання Мануїла було захоплено та знищено. Візантійці, не маючи жодних засобів для нападу на Іконій, вже не могли просуватися далі. Крім того, і султан-сельджук прагнув якнайшвидшого відновлення миру; він послав гінця на ім'я Габрас разом із подарунками (відправив нісейського бойового коня та меч до Мануїла), щоб домовитись про перемир'я. В результаті цих переговорів візантійській армії було дозволено безперешкодно відступити за умови, що Мануїл знищить свої форти та евакуює гарнізони в Дорілеї й Підлайе на візантійсько-сельджуцьких прикордонних землях. Однак, незважаючи на поступки Кілія Арслана, відступ візантійської армії зазнавав утисків від нападів туркоманських одноплемінників (над якими, напевно, Кілій Арслан мав дуже слабкий контроль). Пам'ятаючи про гіркий досвід від договору 1162 р. та невміння султана дотримувати власні слова, Мануїл мав достатньо причин не повністю слідувати домовленості. Тому він зруйнував укріплення менш важливої фортеці Підлею, але Дорілей залишив  недоторканою.
Згодом він відправив листа до Константинополя, попереджаючи своє військо й порівнюючи свою долю із долею Ромоносом Діогеном. Однак у тому ж посланні він сказав: «Раніше звеличували договори, укладені з султаном, пишаючись тим, що вони були підписані під його власним прапором, який розвивався на вітрі перед лінією фронту противника так, щоб тремтіння і страх опанували ним. Хочу зазначити, що саме султан ініціював мирові пропозиції, пославши посланця до Мануїла, а не навпаки». Але Кілій Арслана все ще розумів свою неспроможність захистити власне військо, хоч і вів переговори в якості сторони, чим думка стане домінуючою.
Можлива причина його небажання відновити битву полягає в тому, що значна частина його нерегулярного війська вже була задоволена: вона значно більше була зацікавлена у вже здобутих награбованих речах, ніж у факті здобутої перемоги як такої. До того ж, і сам Кілій не бачив більше сенсу в тому, щоб і надалі виснажувати й так втомлених воїнів.

## Наслідки
Міріокефалон хоч і значна поразка для візантійців, але істотно не вплинула на можливості їхньої армії. Підтвердженням цього може стати гарно продумана перемога, яку візантійці здобули над сельджуками в Хіеліоні та Леймохері на річці Меандр наступного року. За іронією долі, ця битва стала ніби дзеркальним відображенням Міріокефалону, коли армія сельджуків проривалася в класичну засідку, закладену візантійським генералом Іваном Комненосом Ватацесом. Мануїл продовжував зустрічатися з сельджуками в менших битвах з деяким успіхом, і уклав вигідний мир з Кілієм Арсланом у 1179 році. Однак, як і Манзікерт, Міріокефалон був важливою подією, після якої баланс між двома державами в Анатолії поступово почав змінюватися: врешті-решт Візантія не змогла боротися за панування над Анатолійською територією.
Міріокефалон мав більше психологічний вплив, ніж військовий, оскільки довів, що Імперія не могла знищити владу Сельджуків в центральній Анатолії, не зважаючи на досягнення, здобуті під час правління Мануїла. Фактично, основна проблема полягала в Мануїлі, який дозволив собі відволіктися на серію військових пригод в Італії та Єгипті замість того, щоб займатися більш гострою проблемою — турками. Султан прикладав чималі зусилля протягом багатьох років, аби усунути суперників і створити сили, здатні протистояти візантійській армії на суші. Без років, необхідних для напрацювання  військової сили сельджуків, битва не могла б відбутися. Крім того, Мануїл допустив кілька серйозних тактичних помилок: не зміг ефективно розвідати маршрут й ігнорував поради своїх старших офіцерів. Ці невдачі змусили його власними руками підштовхнути воєнних побратимів у саме серце засідки.
Однак на захист полководських здібностей Мануїла можна сказати, що він організував своє військо дуже ефективно. Воно складалося з ряду «дивізій», кожна з яких була самостійною і могла діяти як єдина невелика незалежна армія; стверджувалося, що саме ця організація дозволила вижити більшій частині його армії із таких ретельно підготованих засідок.
Важливим аспектом у прорахунку Мануїла було те, що авангард складався з піхоти. Існують набагато кращі війська, ніж кавалерія, коли мова йде про битву на гірській місцевості. Можливо, піхотний фургон мав на меті вивести солдатську частину з високих пагорбів, що панують на перевалі. Вони не змогли змістити сельджуків з переходу, і ця невдача стала головною причиною візантійської поразки. Також невідомо, чому полководці-командувачі правого та лівого крил не розгорнули свої війська так ефективно, як це мали б зробити командири двох провідних дивізій.
Після смерті Мануїла імперія перетворилася в анархію і більше ніколи не змогла здійснити великого наступу на сході. Поразка біля Міріокефалона ознаменувала кінець візантійських спроб відвоювати Анатолійське плато, назавжди втрачене імперіє.